# Jost Heinrich Knoch
Jost Heinrich Knoch (* 1. Januar 1826 in Wasenberg im Schwalm-Eder-Kreis; † 30. Mai 1890 ebenda) war ein deutscher Gutsbesitzer und Abgeordneter des Kurhessischen Kommunallandtages.

## Leben
Jost Heinrich Knoch wurde als Sohn des Landwirts Johann Georg Knoch und dessen Gemahlin Martha Elisabeth Schlemmer geboren. In seinem Heimatort war er im Besitz eines Landguts. 1868 wurde er in indirekter Wahl als Vertreter der Gruppe der höchstbesteuerten Grundbesitzer und Gewerbetreibenden in den Kurhessischen Kommunallandtag gewählt. Dem Kommunallandtag gehörten bis zum Jahre 1848 von den 64 Abgeordneten insgesamt 16 dem Adel an. Durch Gesetzesänderung wurde dieses Privileg abgeschafft; dafür rückten die Abgeordneten der höchstbesteuerten Gutsbesitzer und Gewerbetreibenden in das Parlament ein. 
1877 kam Knoch erneut in den Kommunallandtag, nachdem seine erste Wahlperiode 1871 abgelaufen war. Nun blieb er bis zum Jahre 1882 im Parlament. 